# Dasio, Zotico e Caio
Dasio, Zotico e Caio (m. Nicomedia, 303) sono stati, secondo la tradizione cattolica, tre martiri del IV secolo e sono venerati come santi dalla Chiesa cattolica.

## Storia
Dasio, Zotico e Caio (o Gaio) furono tre cristiani nati nel III secolo dopo Cristo, benché le loro date di nascita non siano note. Erano domestici dell’imperatore Diocleziano, attivi presso la sede imperiale di Nicomedia, antica città della Bitinia (corrispondente all’odierna İzmit, in Turchia), un tempo capitale del regno omonimo e, dal 74 a.C., parte integrante della provincia romana del Ponto e Bitinia.
Nel 303, a seguito dell’emanazione di un editto imperiale contro i cristiani, i tre subirono una delle prime condanne nell’ambito delle persecuzioni volute da Diocleziano. I seguaci di Cristo furono ritenuti colpevoli di un incendio che aveva colpito il palazzo imperiale; è in questo contesto che Dasio, Zotico e Caio vennero arrestati. A riferire questi eventi furono anche due autori cristiani del IV secolo: Lattanzio ed Eusebio di Cesarea.
Non ci sono altre fonti sulla loro vita. Tuttavia, è noto che nello stesso anno dell'emanazione delle persecuzioni contro i cristiani, i tre uomini furono messi a morte mediante annegamento.

## Agiografia
Secondo quanto raccontano gli storici antichi Lattanzio ed Eusebio, Dasio, Zotico e Caio erano domestici dell'imperatore Diocleziano nella sede imperiale di Nicomedia. Essi furono tra i primi martiri delle persecuzioni di Diocleziano: i tre furono ingiustamente accusati di aver tentato di appiccare l'incendio al palazzo imperiale e furono gettati da una barca e fatti annegare per non aver rinunciato alla loro fede.
Esiste anche una breve passio greca con le poche note riportate nei sinassari bizantini.

## Culto
Il martirio dei tre è citato nel Martirologio siriaco degli inizi del V secolo, senza ulteriori dettagli; nel Martirologio Geronimiano vengono indicati come martiri a Nicomedia ed infine sono presenti nel Martirologio Romano alla data del 21 ottobre: 
(Martirologio Romano)